# Jan Alcyato
Jan Alcyato (Jan Chrzciciel Antoni Alcyato, Jan Baptysta Antoni Alcyato, ur. 15 stycznia 1809 r. w Warszawie, zm. 4 maja 1855 r. w Batignolles, w Paryżu) – polski publicysta, emigracyjny działacz polityczny, niepodległościowy, uczestnik powstania listopadowego, jeden z organizatorów powstania krakowskiego.

## Życiorys
Syn szlachcica włoskiego z Mediolanu i Polki, Marianny z Mleczków.
Studiował na Wydziale Prawa i Administracji na Królewskim Uniwersytecie Warszawskim. Przerwał jednak studia, by jako ochotnik wziąć udział w powstaniu listopadowym. Walczył w 1. pułku ułanów, zdobył stopień podporucznika. Po upadku powstania wyjechał do Francji (Dijon). Tam studiował nauki moralne oraz języki obce. Przystał do organizacji karbonariuszy. Wziął udział w wyprawie frankfurckiej (1833) oraz sabaudzkiej (1834).
Był członkiem Towarzystwa Demokratycznego Polskiego (1836–1846), z jego ramienia przyjeżdżał do ojczyzny (Wielkopolska, Galicja, Kraków – 1846), biorąc udział w przygotowywaniu kolejnego powstania (powstanie krakowskie). Ostatecznie emisariusz opowiedział się jednak za jego odwołaniem. Decyzja ta spowodowana była aresztowaniem spiskowców w Poznańskiem i wkroczeniem Austriaków do Krakowa. 18 lutego 1846 r. wrócił do Francji.
Okrzyknięty zdrajcą i tchórzem został wykluczony z Towarzystwa Demokratycznego Polskiego (TDP) na mocy wyroku Sądu Bratniego. Tym samym odsunięto go od czynnego życia politycznego. Wyjechał do Londynu. Do końca życia zajął się już wyłącznie pracą naukową i publicystyczną.
Pochowany na Cmentarzu Montmartre.
Ważniejsze publikacje
- 1838 – O stanie sprawy demokratycznej w Anglii[2]
- 1850 – Rzecz o zrozumieniu stanu w Polsce. Kilka słów o wypadkach 1846[2]